# Якшангское сельское поселение
Якшангское се́льское поселе́ние — муниципальное образование в составе Поназыревского района Костромской области России. 
Административный центр — посёлок Якшанга.

## История
Якшангское сельское поселение образовано 30 декабря 2004 года в соответствии с Законом Костромской области № 237-ЗКО, установлены статус и границы муниципального образования.

## Население
| 2008  | 2010  | 2012  | 2013  | 2014  | 2015  | 2016  |
| ----- | ----- | ----- | ----- | ----- | ----- | ----- |
| 1750  | ↘1388 | ↘1311 | ↘1244 | ↘1174 | ↘1142 | ↘1112 |
| 2017  | 2018  | 2019  | 2020  | 2021  |       |       |
| ↘1070 | ↘1004 | ↘965  | ↘906  | ↘870  |       |       |

## Состав сельского поселения
| № | Населённый пункт | Тип населённого пункта          | Население |
| - | ---------------- | ------------------------------- | --------- |
| 1 | Якшанга          | посёлок, административный центр | ↘870      |